# ピコルナウイルス目
ピコルナウイルス目(ピコルナウイルスもく、Picornavirales) は、ピソニウイルス綱(Pisoniviricetes) に属するウイルスの1目。2019年現在カリシウイルス科・ピコルナウイルス科・Dicistroviridae・Marnaviridae・Iflaviridae・Polycipiviridae・Secoviridae・Solinviviridaeの8科、1亜科、98属、3亜属、312種を含む。

## 分類
- Caliciviridae（カリシウイルス科）
  - ノロウイルス（ノーウォークウイルス）・サポウイルス（サッポロウイルス）などが含まれる。
- Dicistroviridae
- Marnaviridae
- Iflaviridae（イフラウイルス科）
  - チヂレバネウイルス、サックブルードウイルスなど、ミツバチに致命的なウイルスが含まれる。
- Picornaviridae（ピコルナウイルス科）
  - エンテロウイルス・口蹄疫ウイルス・A型肝炎ウイルスなどが含まれる。
- Polycipiviridae
- Secoviridae（セコウイルス科）
  - 植物ウイルス
- Solinviviridae